# Les Verrières
Les Verrières es una comuna suiza del cantón de Neuchâtel, situada en el distrito de Val-de-Travers. Limita al norte con la comuna de Les Alliés (FRA-25), al este con Val-de-Travers, al sur con La Côte-aux-Fées, y al oeste con Verrières-de-Joux (FRA-25) y Pontarlier (FRA-25).
Durante la Segunda Guerra Mundial existía en Les Verrières un campo de refugiados neerlandeses y belgas. Frans Stoppelman hizo allí su primer reportaje, mismo que se encuentra en el Joods Historisch Museum en Amsterdam.